# 内山興正
内山 興正（うちやま こうしょう、1912年7月15日 - 1998年3月13日）は日本の曹洞宗の僧侶で、折り紙作家。詩人。
澤木興道に長年師事し、その死後に安泰寺の住職となる。
兄弟子に横山祖道、弟弟子に弟子丸泰仙がいる。

## 略歴
- 1912年、東京都に生まれる。
- 1937年、早稲田大学大学院文学研究科西洋哲学専修修士課程を修了する。宮崎公教神学校の教師となる。
- 1941年12月8日、澤木興道に就いて出家する。
- 1965年、澤木興道の遷化に伴い、安泰寺住職となる。
- 1975年、安泰寺の住職を引退し、大垣に転居する。
- 1977年、京都府宇治市木幡の能化院に転居する。
- 1998年、死去

## 弟子
渡部耕法、唐子正定、関口道潤、櫛谷宗則、奥村正博、山本成一、本多廸冨、鷹峰道雄等がいる。

## 著書
- よくわかる折紙（ひかりのくに昭和出版、1956年）
- 折り紙（国土社、1962年）
- おりがみ絵本（国土社、1964年）
- 自己（柏樹社、1965年）
  - 自己-ある禅僧の心の遍歴-（大法輪閣、2004年）
- 正しい坐禅のすすめ-ほんとうのホトケさまをする仕方-（柏樹社、1966年）
- おりがみあそび（国土社、1967年）
- 観音経を味わう-東洋の行-（柏樹社、1968年）
- 進みと安らい-自己の世界-（柏樹社、1969年）
  - 新装版　サンガ、2018年8月
- 人生料理の本-典座教訓にまなぶ-（曹洞宗宗務庁、1970年）
- 生命の実物-坐禅の実際-（柏樹社、1971年）
  - 坐禅の意味と実際-生命の実物を生きる-（大法輪閣、2003年）
- 宿なし法句参-沢木興道老師の言葉を味わう-（柏樹社、1971年）
  - 宿なし興道法句参-沢木興道老師の言葉を味わう-（大法輪閣、2006年）
- 生命の働き-知事清規を味わう-（柏樹社、1972年）
- アタマと生命-拝むこころ-（富山県教育委員会、1973年）
- 天地いっぱいの人生（読売新聞社、1975年）
- 正法眼蔵現成公案意解-悟りとは何か-（柏樹社、1975年）
- 証道歌を味わう（曹洞宗宗務庁、1976年）
- 折り紙-古典から新作までのすべて カッパ版-（光文社、1976年）
- 求道-自己を生きる-（柏樹社、1977年）
- 宗教としての道元禅-普勧坐禅儀意解-（柏樹社、1977年）
  - 普勧坐禅儀を読む-宗教としての道元禅-（大法輪閣、2005年）
- 正法眼蔵-生死を味わう-（柏樹社、1978年）
- 純粋折り紙（国土社、1979年）
- 正法眼蔵-八大人覚を味わう-（柏樹社、1980年）
  - 正法眼蔵-八大人覚を味わう-（大法輪閣、2007年）
- 人生科読本（柏樹社、1980年）
- 正法眼蔵-弁道話を味わう-（柏樹社、1981年）
- 生存と生命-人生科講義-（柏樹社、1982年）
- 正法眼蔵-摩訶般若波羅蜜・一顆明珠・即心是仏を味わう-（柏樹社、1982年）
  - 正法眼蔵-現成公案・摩訶般若波羅蜜を味わう-（大法輪閣、2008年）
- 天地いっぱいの人生（春秋社、1983年）
- 独りで歩け（山手書房、1983年）
- <生死>を生きる-私の生死法句詩抄より-（柏樹社、1984年）
- 正法眼蔵-有時・諸悪莫作を味わう-（柏樹社、1984年）
- 正法眼蔵-法華転法華を味わう-（柏樹社、1985年）
- ともに育つこころ（小学館、1985年）
- 観音経・十句観音経を味わう（柏樹社、1986年）
- 正法眼蔵-現成公案を味わう-（柏樹社、1987年）
- 正法眼蔵-仏性を味わう-（柏樹社、1987年）
- 正法眼蔵-山水経・古鏡を味わう-（柏樹社、1988年）
- 正法眼蔵-行仏威儀を味わう-（柏樹社、1989年）
- 御いのち抄（柏樹社、1990年）
- 禅からのアドバイス-内山興正老師の言葉-（大法輪閣、1993年）
- 正法眼蔵-発無上心を味わう-（柏樹社、1994年）
- いのち樂しむ-内山興正老師遺稿集-（大法輪閣、1999年）